# تحول (وراثة)

التحول (ملاحظة 1) (بالإنجليزية: Genetic transformation)‏ في علم الأحياء الجزيئي هو التغيير الوراثي للخلية الناتجة عن امتصاص المباشر وإدماج المادة حمض نووي ريبوزي منقوص الأكسجين الخارجية (DNA خارجي) عن محيطها وتناولها من خلال غشاء الخلية. التحول يحدث بشكل طبيعي في بعض الأنواع من البكتيريا، ولكن يمكن أيضا أن تأثر وسائل اصطناعية في الخلايا الأخرى. لكي يحدث لتحول، يجب أن تكون البكتيريا في حالة من الكفاءة، والتي قد تحدث كرد فعل لفترات محدودة للظروف البيئية مثل الجوع وكثافة الخلايا.
التحول هو واحد من ثلاثة العمليات التي يمكن إدخال المادة الجينية الخارجية في خلية بكتيرية، والآخران يجري الاقتران (نقل المادة الوراثية بين اثنين من الخلايا البكتيرية على اتصال مباشر) والتنبيغ (حقن الحمض النووي الأجانب من قبل فيروس عاثية في بكتيريا استضافة).
«التحول» يمكن أيضا أن يستخدم لوصف إدخال مواد جينية جديدة إلى الخلايا اللاجرثومية، بما في ذلك الخلايا الحيوانية والنباتية؛ ومع ذلك، لأن «التحول» له معنى خاص فيما يتعلق الخلايا الحيوانية، مشيرا إلى تطور إلى حالة سرطانية، ينبغي تجنب عبارة خلايا الحيوان عندما تصف إدخال المادة الجينية الخارجية. وغالبا ما تسمى إدخال DNA الأجانب في الخلايا الحقيقية للنواة التعداء.

## هوامش
- ملاحظة 1: التحوّل ترجمة يقابلها (بالإنجليزية: Transformation)‏